# Vilhelm Rosenstand
Vilhelm Jacob Rosenstand (født 31. juli 1838 i København, død 11. marts 1915 samme sted) var en dansk kunstmaler. Hans mest kendte værker er nok i udsmykningen af festsalen på Københavns Universitet.

## Uddannelse
Vilhelm Rosenstand kom i malerlære, og i oktober 1856 kom han på Kunstakademiet i København. Her gik han på modelskolen i 1858, og 1859 modtog han den lille sølvmedalje og den store sølvmedalje 1861. Rosenstand deltog i krigen som løjtnant 1864, hvor han deltog i fægtningen ved Bustrup, og derefter var han privatelev hos Wilhelm Marstrand i to vintre. Han var også på Léon Bonnats skole i Paris i årene 1881-82. 1865 vandt han den Neuhausenske Præmie.

## Krigen 1864
|  |  | Rosenstands maleri "Episode af ottende brigades modangreb ved Dybbel 18. april 1864" fra 1894 er et af flere malerier om Krigen i 1864. Dette gloriciferende historiemaleri hænger nu på Frederiksborgmuseet. Rostenstand havde sæde i Akademiraadet 1887-1911. Han var Ridder af Dannebrog og modtog 1882 Thorvaldsen Medaillen |

## Billeder
| - Motiver fra Italien - Ung italienerinde med sit barn i færd med at vaske tøj, 1874 - En ung romerinde på vej til karneval med en maske i hånden, 1875 - Hos skriftefaderen, 1876 - Italiensk scene med et svøbelsesbarn, der kysser en munks hånd, 1876 - Romersk karneval, 1877 - Italienerinde i egnsdragt, 1880 - Et ungt italiensk par på spadseretur, bagved en kvinde på hesteryg. Mellem 1856 og 1915 - Italiensk gadescene fra Ischia Mellem 1856 og 1915 - Italiensk køkken Mellem 1856 og 1915 - Parti fra Capri Mellem 1856 og 1915 - Ung italiensk kvinde med baby, før 1915 |

| - Andre værker af Vilhelm Rosenstand - Anna Marie de Meza, 1862 - Hornbæk gamle havn, 1866 - Maleren og den kunstinteresserede, ca. 1880 - Almueinteriør, bonden snitter en hest til en dreng, 1882 - Fiskere på Skagen strand, 1882 - Foran Café a Porta i København, 1882 - Fra et køkken, 1883 - Christian 2. og Dyveke, 1885 |

| - En mops, 1880'erne - En scene fra "Erasmus Montanus" prøves i Holbergs nærværelse, 1892 - Tordenskjolds kammertjener Kold ved sin herres lig, 1894 - Wessel besøger den syge Ewald i Rungsted, 1897 - En indkvarteringsscene, 1898 - Agnete Ekman som syv-årig, 1899 - Søren Norby sværger troskab til den landflygtige Christian 2. Mellem 1856 og 1915 - En fiskerdreng Mellem 1856 og 1915 - Portræt af herre med en hund Mellem 1856 og 1915 |